# 霍道生
保罗-路易-费利克斯·菲拉斯特（法語：Paul-Louis-Félix Philastre，1837年2月7日—1902年9月11日），越南史料称之为霍道生，法国殖民官员、外交官、东方学家。

## 生平
霍道生出生在布鲁塞尔。1857年，毕业于法国海军学院（École Navale）。后服役于Avalanche号，并于1861年来到交趾支那。1863年，霍道生被任命为湄公河三角洲美湫的民政巡查员。两年后，被提拔为南圻民政视察专员。1868年，因病被迫回到法国。在普法战争和巴黎公社期间，霍道生是一个炮兵团的指挥官，负责防御巴黎。
1873年，霍道生回到交趾支那供职。他在法国殖民政府与越南阮朝的谈判中扮演重要角色。1873年，霍道生被派往北圻處理安業大尉進攻河內一事。他也供职于柬埔寨。1889年离开交趾支那。
霍道生也是一位学者，他写下了不少关于中国和越南的研究著作，最重要的是，他是第一位将《易经》翻译成法语的人，并且是第一位完整地将《嘉隆法典》翻译为法语的人。